# Jean-Baptiste Thiers
Pour les articles homonymes, voir Thiers (homonymie).
Jean-Baptiste Thiers, né le 11 novembre 1636 à Chartres (en Eure-et-Loir depuis 1790) et mort à Vibraye le 28 février 1703, est un ecclésiastique et théologien français.

## Biographie
Jean-Baptiste Thiers est le fils de Jean Thiers, hôtelier à Chartres, et de Catherine Trescaille native de Champrond.
Il a été curé de Champrond dans le diocèse de Chartres qu'il a échangé avec la  cure de Vibraye dans le diocèse du Mans où il est mort. 

## Principales publications
- Exercitatio adversus Johannis de Launoy, dissertationem de Auctoritate negantis argumenti, 1662
- De Festorum dierum imminutione liber, pro defensione constitutionum Urbani VIII et Gallicanae ecclesiae pontificum, 1668
- De Retinenda in ecclesiasticis libris voce Paraclitus, dissertatio, 1669
- Consultation faite par un avocat du diocèse de Saintes à son curé sur la diminution du nombre de festes ordonnée dans ce diocèse par Monseigneur l'Evesque de Saintes, imprimée par l'authorité de mondit seigneur l'Evesque de Saintes & de Messeigneurs les Évêques de La Rochelle & de Périgueux, pour servir d'instruction à leurs diocésains, 1670 Texte en ligne
- Traité de l'exposition du St Sacrement de l'autel, 1673
- Dissertation sur l'inscription du grand portail du couvent des Cordeliers de Reims « Deo Homini et B. Francisco, utrique crucifixo » du père Le Franc, 1673
- Johannis Baptistae Thiers, Carnotensis, baccalaurei theologi parisiensis & camporotundensis ecclesiae paroeci, disceptatio, 1674
- De Stola in archidiaconorum visitationibus gestanda a paroecis, disceptatio, 1674
- L'Avocat des pauvres, qui fait voir l'obligation qu'ont les bénéficiers de faire un bon usage des biens de l'Église et d'en assister les pauvres, 1676 Texte en ligne
- La Sauce-Robert, ou avis salutaires à Mre Jean Robert, grand archidiacre de Chartres, v. 1678-1679 Texte en ligne
- Dissertation sur les porches des églises, dans lesquelles on fait voir les divers usages auxquels ils sont destinez, que ce sont des lieux saints & dignes de la vénération des fidèles, et qu'il n'est pas permis d'y vendre aucunes marchandises, non pas mesmes celles qui peuvent servir à la piété, 1679 Texte en ligne
- Traité de la clôture des religieuses, où l'on fait voir, par la tradition et les sentimens de l'Église, que les religieuses ne peuvent sortir de leur clôture, ni les personnes étrangères y entrer, sans nécessité, 1681
- Traité de la dépoüille des curés, dans lequel on fait voir que, selon les canons des conciles, les libertez de l'église gallicane, les ordonnances des rois de France, les archidiacres n'ont nul droit sur les meubles des curés décédés, 1683
- Traité des jeux et des divertissemens qui peuvent être permis, ou qui doivent être défendus aux chrétiens selon les règles de l'Église et le sentiment des Pères, 1686 Texte en ligne (Ouvrage empruntant de nombreux passages au traité de Paschasius Justus, De Alea.
- Dissertations ecclésiastiques sur les principaux autels des Églises, les jubés des églises, la clôture du chœur des églises, 1688
- Histoire des perruques, où l'on fait voir leur origine, leur usage, leur forme, l'abus et l'irrégularité de celles des ecclésiastiques, 1690
- Apologie de Mr l'abbé de la Trappe, 1691
- Traité de l'absolution de l'hérésie, où l'on fait voir, par la tradition de l'église, que le pouvoir d'absoudre de l'hérésie est réservé au Pape & aux évêques, à l'exclusion des chapitres & des réguliers, exemts de la juridiction des ordinaires, 1695 Texte en ligne
- Traité des superstitions qui regardent les sacrements selon l'Écriture sainte, les décrets des conciles, et les sentiments des Saints pères, et des théologiens, 3 vol. 1697-1704
- Considérations sur la Déclaration du Roy pour l'établissement des séminaires dans les diocèses où il n'y en a point, donnée à Versailles le 15 décembre 1698, 1698
- Dissertation sur la Sainte Larme de Vendôme, 1699 Texte en ligne
- Dissertation sur le lieu où repose présentement le corps de saint Firmin le Confés, troisième évêque d'Amiens, dans laquelle on fait voir que c'est dans l'église des chanoines réguliers de Saint-Acheul lez Amiens qu'il repose, et non dans l'église cathédrale d'Amiens, 1699 Texte en ligne
- De la Plus solide, la plus nécessaire et souvent la plus négligée de toutes les dévotions, 2 vol., 1702
- Observations sur le nouveau bréviaire de Cluny, 2 vol., 1702
- Critique de l'« Histoire des flagellants » [par Jacques Boileau], et justification de l'usage des disciplines volontaires, 1703
- Traité des cloches et de la sainteté de l'offrande du pain et du vin aux messes des morts, non confondu avec le pain et le vin qu'on offrait sur les tombeaux, 1721
- La Guerre séraphique, ou Histoire des périls qu'a courus la barbe des Capucins par les violentes attaques des Cordeliers, 3e édition, 1740

## Source
- Marie-Nicolas Bouillet  et Alexis Chassang (dir.), « Jean-Baptiste Thiers » dans Dictionnaire universel d’histoire et de géographie, 1878 (lire sur Wikisource)